# 문영래
문영래(1945년 7월 11일 ~ )는 대한민국의 성우이다. 1971년 KBS에 입사했으며, 현재는 KBS 13기이다. 한국방송 성우극회 소속.

## 주요 출연작품

### 애니메이션
- 인어공주 나나(KBS)
- 날아라 태극호(KBS)
- 독수리 5형제(KBS) - 맥켄들
- 드래곤볼Z(VIDEO) - 셀 / 팜프킨
- 크러시기어(KBS) - 전회장
- 로미오의 푸른 하늘(KBS) - 롯시
- 사이버탐험대 쟈니 퀘스트(KBS) - 블랙잭 선장 / 테러범
- 슈퍼소년 마이티 맥스(KBS)
- 까치의 날개(KBS) - 선생님 / 의사
- 스파이더맨(KBS) - 윌슨 피스크 / 킹핀
- 밀림의 왕 레오(KBS) - 쿠타
- 보물섬(KBS) - 트릴로니 / 릴리의 할아버지 / 한스 / 암흑의 퓨
- 꾸러기 로보컴(KBS) - 로봇2
- 2020 우주의 원더키디(KBS) - 대모
- 고스트 바둑왕(KBS) - 김씨
- 떠돌이 까치(KBS) - 현장 감독
- 출동! 지구특공대(KBS) - 그리들리 / 뉴켐
- 우주선장 율리시즈(KBS)
- 딱따구리(KBS) - 미세스 메니 / 사냥꾼 / 버즈(처음)
- 돈키호테(KBS) - 마을주민5 / 도둑5
- 꼬마경찰 봉커스(KBS) - 먹보
- 바다소년 트리톤(KBS) - 도리에트
- 배트맨(SBS) - 투페이스 / 블록 형사 / 루퍼트 쏘온 / 크랙 스톰
- 은하탐정 케인(SBS)
- 우주의 기사 테카맨(SBS) - 쿤페트
- 마하 고고(SBS)
- 캡틴 테일러(SBS, 투니버스) - 미프너 준장 / 미키 클레이번 / 머리세운 해병
- 마법기사 레이어스(SBS) - 윈덤
- 아기공룡 덴버(SBS) - 피터
- 몬스터(투니버스) - 브로커
- 카우보이 비밥(투니버스) - 조나단

### 애니메이션 영화
- 지옥의 외인부대(KBS)

### 영화
- 죽기 아니면 까무러치기(SBS) - 스타크(잰더 버클리)
- 올 파이어드 업(SBS)
- 제이콥의 거짓말(KBS) - 코왈스키(밥 바라반)
- 의뢰인(KBS) - 마크를 죽이려는 남자
- 황비홍5(SBS)
- 도검소(SBS) - 적손
- 대부(KBS, SBS) - 경찰 서장(스털링 헤이든) / 클레멘자(리처드 카드텔라노, SBS)
- 대부2(SBS) - 파누치(개스톤 모스친)
- 식스 데이 세븐 나잇(KBS) - 해적 두목(테뮤라 모리슨)
- 아가사 크리스티의 창백한 말(KBS) - 반장
- 메멘토(KBS) - 버트(마크 분 주니어)
- 탱고(SBS)
- 처키의 신부(KBS)
- 아트 오브 워(SBS)
- 그렘린(SBS) - 핸슨 박사(글린 터먼) / 동네 경찰
- 브리짓 존스의 일기(KBS) - 삼촌(제임스 폴크너)
- 유덕화의 도망자(KBS) - 뇌룡
- 백 투 더 퓨처(SBS)
- 엑소시즘(KBS) - 삼촌
- 맨 인 블랙(KBS) - 제드(립 톤)
- 맨 인 블랙 2(KBS) - 제드(립 톤)
- 스타 워즈4(KBS)
- 스페셜리스트(SBS)
- 풀 몬티(KBS)
- 유산상속 벼락부자(SBS)
- 심플 플랜(KBS) - 슈미트(존 팩스톤)
- 몰랫츠(KBS)
- 사선에서(KBS) - 오쿠라(클라이드 쿠사츠)
- 퍼펙트 머더(SBS)
- 사강의 요새(KBS) - 장관
- 터미널 스피드(SBS)
- 언더시즈 2(KBS) - 팬(에버렛 맥길)
- 로맨싱 스톤(KBS)
- 성룡의 빅타임(KBS) - 아부의 아버지
- 성룡의 미라클(KBS)
- 역(KBS)
- 모스트 원티드(KBS)
- 쉰들러 리스트(KBS) - 롤프 크주다(프리드리히 폰 툰) / 나치군 대령(마이클 Z. 호프만)
- 스트리트 파이터(KBS)
- 타임 투 킬(KBS) - 배스(M. 에멧 월시) / 스트리트 목사(조 세네카)
- 나는 네가 지난 여름에 한 일을 알고 있다(KBS) - 벤 윌리스(뮤즈 왓슨)
- 크로우3(KBS)
- 아빠수업(KBS)
- 브레이브 하트(KBS) - 큰 아버지
- 제너럴(KBS) - 하긴스 (팻 라팬)
- 천장지구2(KBS)
- 찢어진 커튼(KBS) - 그로멕
- 폴 뉴먼의 평결(KBS)
- 메트로(KBS)
- 밀레니엄 캅(KBS) - 세마 아버지
- 프로텍터(KBS) - 고빌리
- 화소도(KBS)
- 알츠하이머 케이스(KBS) - 질(패트릭 데스캄프) / 옵더벡(마크 피터스)
- 뒤죽박죽 고향방문(KBS)
- 탈주자(SBS)
- 러브 인 텍사스(KBS)
- 다이하드(SBS) - 에디(데니스 헤이든) / FBI 요원(로버트 다비)
- 쥬라기 공원 2(KBS) - 롤랜드(피트 포슬스웨이트)
- 다운 투 유(SBS)
- 미이라2(KBS) - 레드 월리츠(보루스 바이론)
- 스페셜리스트(SBS)
- 킬 빌(SBS) - 보안관의 아버지(마이클 팍스)
- 좋은 친구들(KBS) - 모리스 모리 케슬러(척 로우)
- 블루 스틸(SBS) - 프랭크 터너(필립 보스코)
- 굿바이 만델라(KBS) - 로벤 섬 교도소장(앤드류 제르미스휴이스)
- 베토벤(KBS)
- 야마카시 2(KBS) - 미사와(오세토 코지)
- 정고전가(KBS) - 문걸의 아버지(오맹달)
- 레모(KBS) - 맥클레이(J.A. 프레스톤)
- 흐르는 강물처럼(KBS) - 경찰 서장(맥킨타이어 딕슨)
- 사운드 오브 뮤직(KBS)
- 오션스 트웰브(SBS) - 루벤(엘리엇 굴드)
- 폭풍의 질주(KBS) - 회장(프레드 톰프슨) / 참가 선수(닐 보넷)
- 하몬드 가의 비밀(KBS)
- 할리우드 박사(KBS)
- 르 지탕(KBS) - 끌레망
- 매드 맥스 2(KBS) - 웨즈(버논 웰스)
- 맘보 킹(KBS)
- OK 목장의 결투(KBS) - 상하이(테드 드 코시아) / 프랭크(믹키 심슨) / 뱃(케네스 토비)
- 킴 베신저의 쿨 월드(SBS)
- 해리슨 포드의 의혹(KBS) - 리프란저 형사(존 스펜서)
- 경마장의 비밀(SBS)
- 다크맨(SBS)
- 용서받지 못한 자(KBS) - 조(헨리 코프) / 이발소 주인(월터 마쉬)
- 욕망의 덫(SBS)
- 쿨러닝(KBS) - 배링턴 쿨리지(윈스톤 스토나)
- 버디(KBS) - 버디의 아버지(조지 벅)
- 대사건(KBS) - 왕 형사(허소웅)
- 야연(SBS) - 절도사(증추생)
- 일 포스티노(SBS)
- 주어러(KBS)
- 신투차세대(KBS) - 김원정
- 13번째 전사(KBS) - 전사(미샤 하우서먼)
- 나바론2(KBS)
- 컬러 퍼플(KBS) - 아버지(레너드 잭슨)
- 마지막 카운트다운(KBS)
- 미드나이트 런(KBS)
- 어느 이혼녀의 고백(KBS)
- 인간 로케티어(KBS) - 비그로우(존 폴리토) / 발렌타인의 부하(마이클 밀호언)
- 빠삐용(KBS)
- 북경의 55일(SBS)
- 도망자 2(SBS)
- 낫씽 투 루즈(KBS) - 릭 (존 C. 맥긴리)
- 신 철마류(KBS)
- 달려라 청춘(KBS) - 아버지 (폴 둘리)
- 설원의 윌(KBS) - 네드 (어거스트 셸렌버그)
- 7인의 독수리(KBS)
- 영 건2(KBS)
- 25시의 추적(KBS)
- 10인의 영웅(KBS)
- 최후의 탈출(SBS) - 베어
- 인디아나 존스: 미궁의 사원 (KBS) - 리오 체(교굉)
- 비버리 힐스 캅 2(SBS) - 케인(딘 스톡웰) / 캘로타(프랭크 페시)
- 설원의 월(KBS) - 네드(오거스트 쉘렌버그)
- 아스테릭스(KBS) - 마투살라스(장-이브 투알)
- 스트리트 나이트(SBS) - 더그(스티븐 리스카)
- 나 홀로 집에(KBS) - 프랭크(게리 바만)
- 딥 라이징(KBS) - 하노버(웨스 스투디)
- 사막의 천사 제씨(KBS) - 빌(앨버트 서미)
- 에딘버러시의 영웅(KBS) - 군인(찰스 어린)
- 아라비아의 로렌스(KBS) - 마지드(가밀 라티브)
- 의적 실버브레이드(SBS) - 상사(가레스 헌트)
- 로보캅 3(KBS) - 자크(스탠리 앤더슨)
- 위 워 솔저스(SBS) - 운전 기사(댄 빈)

### 특수촬영 영화
- 제3세대 우뢰매 6 - 지저세계의 왕

### 외화
- 정무문(KBS) - 미치코의 아버지
- 닥터 후(KBS) - 시코락스(숀 길더)
- 자동차왕 포드(KBS)

### 방송
- 인형 보물섬(KBS)